# Đặc khu Vĩnh Linh
Đặc khu Vĩnh Linh là đơn vị hành chính cấp tỉnh thuộc Việt Nam Dân chủ Cộng hòa trong giai đoạn 1954–1976.Tương đương với tỉnh Quảng Trị ngày nay. Đặc khu Vĩnh Linh nằm ở phía bắc tỉnh Quảng Trị, có vị trí địa lý:
- Phía đông giáp biển Đông
- Phía tây giáp Lào
- Phía nam giáp tỉnh tỉnh Quảng Trị và Vĩ tuyến 17
- Phía bắc giáp tỉnh Quảng Bình.

Đặc khu Vĩnh Linh có diện tích 791,9 km2, dân số năm 1975 là 283.000 người. Đặc khu Vĩnh Linh có địa hình chủ yếu là đồi núi thấp, độ cao trung bình từ 50-100m so với mực nước biển.

## Lịch Sử
Trước năm 1954, Vĩnh Linh là một huyện thuộc tỉnh Quảng Trị. Sau Hiệp định Genève, Vĩnh Linh được chia thành hai phần: phần phía bắc sông Bến Hải thuộc Việt Nam Dân chủ Cộng hòa và phần phía nam sông Bến Hải thuộc Việt Nam Cộng hòa. Phần phía bắc sông Bến Hải được thành lập thành Đặc khu Vĩnh Linh, trực thuộc Chính phủ Trung ương.
Đặc khu Vĩnh Linh là một trong những vùng đất ác liệt nhất trong thời kỳ chiến tranh Việt Nam. Đặc khu Vĩnh Linh đã hứng chịu hơn 8.000 trận bom, hàng triệu tấn bom đạn của quân đội Mỹ.